# Frank Lehmann (Journalist)

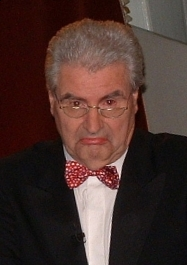
Frank Lehmann, 2004

Frank Lehmann (* 17. Januar 1942 in Berlin) ist ein deutscher Wirtschaftsjournalist mit dem Schwerpunkt Börse.

## Leben und Wirken
Lehmann kam 1954 von Berlin nach Frankfurt am Main und besuchte dort die Ziehenschule. Nach einer Ausbildung zum Industriekaufmann bei der Frankfurter Rundschau studierte Lehmann Betriebswirtschaftslehre und volontierte in Frankfurt bei der Wirtschaftsnachrichtenagentur vwd-Vereinigte Wirtschaftsdienste, bei der er dann auch als Redakteur tätig war.
Seit 1978 arbeitete er als Festangestellter für den Hessischen Rundfunk und leitete dort die Redaktion der Tagesschau (Hessen) und moderierte die Hessenschau und weitere Fernsehsendungen.
Von 1984 bis 1989 war er auch Leiter der „Hessenschau“ sowie von 1989 bis 2001 Leiter der Wirtschaftsredaktion. Parallel arbeitete er am Aufbau einer Redaktion Börse.
Ab 1989 moderierte er regelmäßig die Börsen-Berichterstattung in ARD-Morgenmagazin, ARD-Mittagsmagazin, Tagesschau, Tagesthemen und anderen ARD-Sendungen.
Seit August 2001 war er Leiter der Abteilung FS-Börse.
Er war Initiator und vom 2. November 2000 bis 29. Dezember 2006 einer der Moderatoren der Sendung Börse im Ersten in der ARD, welche mit bis zu drei Millionen Zuschauern eine der erfolgreichsten TV-Börsensendungen Europas ist. Lehmanns Grundhaltung zum Börsengeschehen ist eine vorsichtige Skepsis, er warnte stets vor unkritischer Euphorie bei dieser Geldanlage. Seine vor allem auf den „kleinen Mann“ abzielenden Kurzberichte und Kommentare verstand er mit Witz und Ironie zu garnieren. Sein Nachfolger war der Journalist Michael Best. Nach seiner Tätigkeit für die ARD gibt Lehmann seine Kenntnisse über Börsenpsychologie und Anlegerverhalten in Vorträgen weiter. Ein weiteres Steckenpferd sind seine Goethe-Abende. Als Gastschauspieler tritt er seit 2008 in Theatern auf.
Frank Lehmann ist verheiratet und hat drei Kinder. Er ist ehrenamtlich im Beirat der Kinderzukunft engagiert und ist Jury-Mitglied des Finanzforum Vordenken, das den Vordenker-Preis vergibt. Am 17. August 2010 erhielt Lehmann den Ehrenpreis zum Hessischen Journalistenpreis, der zum ersten Mal vergeben wurde.

## Veröffentlichungen
- Wie stehen die Aktien? Financial Times Prentice Hall, München 2001, ISBN 978-3-827-27046-7.
- Wirtschaft – Worauf es wirklich ankommt. Hoffmann und Campe, Hamburg 2002, ISBN 978-3-455-09372-8.
- Über Geld redet man nicht – Was Ihnen die Finanzprofis verschweigen. Econ Verlag, Berlin 2011, ISBN 978-3-430-20113-1.

## Theater
- ab 2008: Traatsch im Trebbehaus,[4] Volkstheater Frankfurt
- 2015: Datterich, Bad Hersfelder Festspiele
- 2020: Gutenberg, das Musical (Johannes Fust),[5] Unterhaus – Mainzer Forum-Theater